# AedO
AedO is een Belgische folk- en folkrockband uit Erembodegem. De band werd in 1999 opgericht en maakt dansbare en jeugdige muziek. De liederen zijn zelfgeschreven, vooral instrumentaal, maar ook enkele gezongen nummers. AedO stond onder meer op drie edities van het folkfestival van Dranouter en in de zomer van 2005 op het grootste folkfestival van Duitsland.
De laatste jaren ontwikkelde de groep een stevige folkrocksound.

## Geschiedenis
AedO werd opgericht in 1999. In 2002 won AedO de Zennetour, een wedstrijd voor opkomend talent. Dat jaar trad de band ook voor het eerst op op het Folkfestival van Dranouter.
Tijdens de zomermaanden van 2003 speelde AedO meer dan 30 optredens, onder meer op het groot podium van de Gentse Feesten, voor een tweede keer op Dranouter, twee festivals in Nederland en drie optredens in Portugal.
In de zomer van 2004 nam de band hun eerste volledige cd op. Eind oktober 2006 nam AedO deel aan de Europese folkrally in Duitsland. AedO werd tweede en won een special award, omdat de jury twee winnaars uitriep.

## Discografie

### Ep's
| Jaar | Titel    | Opmerkingen |
| ---- | -------- | ----------- |
| 2002 | Experior |             |

### Albums
| Jaar | Titel    | Opmerkingen |
| ---- | -------- | ----------- |
| 2004 | En Route |             |
| 2005 | Medelij  |             |